# Ghil’ad Zuckermann

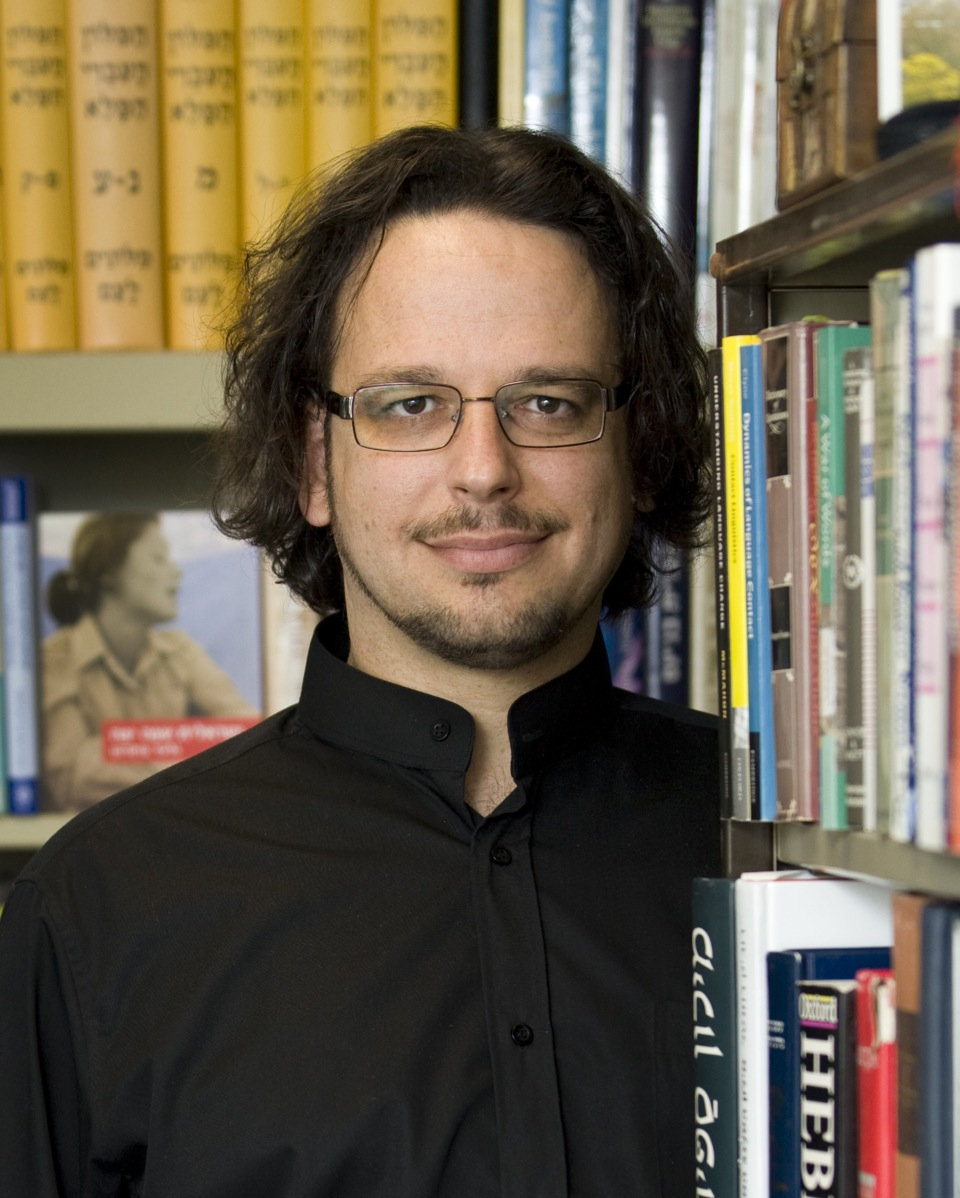
Ghil’ad Zuckermann, 2011

Ghil’ad Zuckermann (hebräisch גלעד צוקרמן 1. Juni 1971 in Tel Aviv) ist ein israelo-australischer Sprachwissenschaftler. Er ist Professor für Linguistik an der Universität Adelaide in Australien und ein Vertreter der Sprachwiederbelebung. Er spricht 13 Sprachen.

## Leben
Ghil’ad Zuckermann besuchte von 1987 bis 1989 das United World College (UWC) of the Adriatic. Anschließend absolvierte er seinen Dienst bis 1993 in der israelischen Armee. Danach war er von 1993 bis 1997 Stipendiat an der Universität Tel Aviv und erhielt einen Magisterabschluss (summa cum laude) von der Abteilung für Linguistik im Jahr 1997. Er studierte von 1997 bis 2000 in Oxford am St Hugh’s College, wo er im Jahr 2000 den Dr. phil. Academia Oxoniensis erwarb. Am Churchill College in Cambridge promovierte er von 2000 bis 2004 am Institut für Linguistik, Fakultät für Moderne Sprachen und Mediävistik. Anschließend lehrte er an Universitäten in Großbritannien, USA, Israel, Singapur, China, der Slowakei und Australien (University of Cambridge, National University of Singapore, University of Miami, Ben-Gurion-Universität, University of Queensland, Pavol-Jozef-Šafárik-Universität Košice, Fremdsprachenuniversität Shanghai).
Zuckermann ist ordentlicher Professor für Linguistik und bedrohte Sprachen und Discovery Fellow an der University of Adelaide in Australien. Er ist ausgewählter Gastprofessor an der Fremdsprachenuniversität Shanghai. Zudem ist er Editorial Board Member des Journal of Language Contact und Berater für das Oxford English Dictionary.

## Forschung
Zuckermann fordert, dass die in der Sprachwissenschaft seiner Ansicht nach längst überholte Stammbaumtheorie nicht mehr auf das Hebräische angewendet werden solle. Denn die im 19. Jahrhundert entwickelte Theorie wird weiterhin als gängiges Erklärungsmuster für das moderne Hebräisch – auch in deutschen Hörsälen – verwendet. Die von August Schleicher (1821–1868) naturwissenschaftlich angelegte Stammbaumtheorie geht davon aus, dass Sprachen immer nur eine Herkunft haben: Englisch ist eine germanische Sprache, Französisch eine romanische Sprache und Hebräisch eine semitische Sprache. Die Theorie steht damit in der Tradition der europäischen Nationalbewegungen des 19. Jahrhunderts.
Für Zuckermann, der momentan die Aborigines bei der Erhaltung ihrer indigenen Sprachen unterstützt, steht jedoch fest, dass das moderne Hebräisch durch seine Wiederbelebung im Zuge der jüdischen Aufklärung und Nationalbewegung (dem Zionismus) im 19. und Anfang des 20. Jahrhunderts andere Einflüsse erfahren hat als Sprachen, die eine durchgängige, zeitlich nicht unterbrochene Sprechergemeinschaft haben. Denn historisch betrachtet wurde das Hebräische nur bis ins zweite Jahrhundert n. Chr. gesprochen. Für fast 1.800 Jahre sei die hebräische Sprache ausschließlich für rituell-liturgische Zwecke und in schriftlicher Form genutzt worden, sie war niemandes Muttersprache mehr, so Zuckermann.
Zuckermann weist darauf hin, dass gerade die Wiederbelebung des Hebräischen als gesprochene Sprache durch Jiddisch-Muttersprachler einen besonders starken Einfluss auf das moderne Hebräisch gehabt habe. Auch der 1858 im belarussischen Luzhki geborene Ben-Yehuda hatte Jiddisch zur Muttersprache. Trotz der jahrzehntelangen Bemühungen, das moderne Hebräisch in Grammatik und Betonung so «semitisch» wie möglich zu gestalten, konnte er den Einzug indoeuropäischer Spracheinflüsse nicht verhindern. Folglich sind noch heute jiddische, deutsche oder polnische Begriffe feste Bestandteile des Iwrit in Israel: vom jiddischen «Boidem» (Dachboden), über das deutsche «Kugellager» bis hin zum polnischen «kombina» (Klüngel, Korruption). Zuckermanns Fazit lautet deshalb: das «Israelische» – so bezeichnet er das Moderne Hebräisch Israels – basiert auf biblisch-mischnaischem Hebräisch und dem Jiddischen, es ist somit eine «semitischeuropäische» Sprache.
Sein Spezialgebiet ist die Erforschung von Barngarla, einer fast vergessenen Sprache australischer Ureinwohner.

## Schriften (Auswahl)
- 多源造词研究. 华东师范大学出版社 (East China Normal University Press, ECNU), Shanghai 2021, ISBN 978-7-5675-9893-5 (chinesisch, youzan.com).
- Revivalistics: From the Genesis of Israeli to Language Reclamation in Australia and Beyond, Oxford University Press, 2020. (ISBN 978-0-19-981279-0 / ISBN 978-0-19-981277-6)
- Language Contact and Lexical Enrichment in Israeli Hebrew, Palgrave Macmillan, 2003. (ISBN 978-1-4039-1723-2 / ISBN 978-1-4039-3869-5)
- Israelit Safa Yafa (Israeli – A Beautiful Language), Am Oved, Tel Aviv, 2008. (ISBN 978-965-13-1963-1)[6]
- „Phono-Semantische Abgleichung“, Semantik im Lexikon, Stefan Langer und Daniel Schnorbusch (eds), Gunter Narr, Tübingen, Seiten 223–267, 2005.
- Language Contact and Globalisation: The Camouflaged Influence of English on the World’s Languages – with special attention to Israeli (sic) and Mandarin, Cambridge Review of International Affairs 16 (2), Seiten 287–307, 2003[7].
- Cultural Hybridity: Multisourced Neologization in 'Reinvented' Languages and in Languages with 'Phono-Logographic' Script, Languages in Contrast 4 (2), Seiten 281–318, 2004.[8]
- A New Vision for 'Israeli Hebrew': Theoretical and Practical Implications of Analysing Israel's Main Language as a Semi-Engineered Semito-European Hybrid Language, Journal of Modern Jewish Studies 5 (1), Seiten 57–71, 2006[9].
- Complement Clause Types in Israeli, Complementation: A Cross-Linguistic Typology, R. M. W. Dixon und A. Y. Aikhenvald (eds), Oxford University Press, Oxford, Seiten 72–92, 2006.[10]
- 'Etymythological Othering' and the Power of 'Lexical Engineering' in Judaism, Islam and Christianity. A Socio-Philo(sopho)logical Perspective, Explorations in the Sociology of Language and Religion, Tope Omoniyi und Joshua A. Fishman (eds), Amsterdam: John Benjamins, Seiten 237–258, 2006.[11]
- Icelandic: Phonosemantic Matching, Globally Speaking: Motives for Adopting English Vocabulary in Other Languages, Judith Rosenhouse und Rotem Kowner (eds), Multilingual Matters Clevedon-Buffalo-Toronto, Seiten 19–43, 2008. (Sapir, Yair und Zuckermann, Ghil'ad)[12]
- Stop, Revive, Survive: Lessons from the Hebrew Revival Applicable to the Reclamation, Maintenance and Empowerment of Aboriginal Languages and Cultures], Australian Journal of Linguistics 31 (1), Seiten 111–127, 2011. (Zuckermann, Ghil'ad und Walsh, Michael)[13]
- Dictionary  of the Barngarla Aboriginal Language, 2018.
- Jewish Language Contact (Special Issue of the International Journal of the Sociology of Language, Vol. 226), 2014.
- Burning Issues in Afro-Asiatic Linguistics, 2012.
- Barngarlidhi Manoo (Speaking Barngarla Together), Barngarla Language Advisory Committee, 2019. (Barngarlidhi Manoo – Part II)